# Olaus Olsson (schip, 1903)
De Olaus Olsson, en na omdoping de SS Ninian Paton, was een Zweeds stoomvrachtschip van 1152 ton. Ze werd afgebouwd in 1903 bij Soderhamns Verkstads A/B, Soderhamn, Zweden. De eerste eigenaar was Olaus Olssons Rederi A/B uit Stockholm, die het schip gebruikte om steenkool te vervoeren.

## Geschiedenis
In 1907 werd het schip overgenomen door Rederi A/B Svea en omgedoopt tot de SS Ninian Paton. Op 3 december 1907 zonk het schip, nadat het tijdens een trip van Antwerpen naar Helsingborg was vastgelopen bij het Nieuwediep voor de kust van Texel. De 18 man tellende bemanning werd gered.